# Montdurausse
Montdurausse är en kommun i departementet Tarn i regionen Occitanien i södra Frankrike. Kommunen ligger i kantonen Salvagnac som tillhör arrondissementet Albi. År 2022 hade Montdurausse 394 invånare.

## Befolkningsutveckling
Antalet invånare i kommunen Montdurausse
| Referens: INSEE |